# Haripura, Malur
Haripura là một làng thuộc tehsil Malur, huyện Kolar, bang Karnataka, Ấn Độ.